# Noriko Nakagawa
Noriko Nakagawa (中川 典子?, Nakagawa Noriko), conosciuta anche come "Femmina numero 15", è una studentessa giapponese e una dei tre protagonisti nella storia, romanzo, manga e film Battle Royale. Nella versione inglese del manga è soprannominata Nori. Noriko è interpretata da Aki Maeda nella versione cinematografica e nel sequel Battle Royale II: Requiem.

## Il personaggio
È una ragazza ingenua, buona e piuttosto allegra. Il suo gruppo sanguigno è A ed è alta 156 cm. Nel libro il suo aspetto è descritto così: 
(Descrizione di Noriko Nakagawa nel romanzo Battle Royale)
L'arma che le è toccata, nel manga e nel romanzo è un boomerang (nel film riceve un binocolo).

## Storia

### Prima del Programma
Noriko Nakagawa è una studentessa della classe terza B della scuola media di Shiroiwa nella città omonima (nel libro e nel manga la scuola si trova nella provincia di Kagawa). Noriko ha un fratello più piccolo. Non fa parte di nessun club o gruppo a scuola, ma spesso esce con Yukie Utsumi (la rappresentante di classe), e il suo gruppo, descritte nel libro come le “ragazze tranquille”. Nel film, Noriko è la migliore amica di Megumi Eto. Noriko ha una cotta per Shuya Nanahara (altro protagonista della storia), e lo ammira per la sua musica e per le canzoni che scrive. Una volta gli ha anche scritto una lettera d'amore senza, però, firmarsi; Shuya l'ha conservata perché colpito dalle parole e dalla qualità poetica. Poi, durante il programma, intuisce che a scriverla è stata Noriko. È brava in giapponese classico e le sue composizioni sono le migliori della classe. Un'altra materia in cui va bene è Letteratura. Da grande vorrebbe diventare un'insegnante.
Nel film, Noriko arriva tardi in classe, ma oltre a lei e al professore (Kitano) non c'è nessuno. Gli altri studenti hanno fatto un'assenza collettiva “perché avevano voglia di farlo”. Quando Kitano lascia la classe, viene ferito al sedere da uno studente con un piccolo pugnale. Il ragazzo, Yoshitoki Kuninobu, fa cadere il pugnale e corre via, e Noriko lo raccoglie e lo nasconde dietro la schiena un attimo prima che Kitano si giri verso di lei dopo aver sciacquato i suoi pantaloni.
Più tardi, c'è un piccolo flashback in cui Noriko viene rinchiusa in un bagno della scuola da tre ragazze. Differenti insulti, scritti sui muri dello stanzino, sono chiaramente indirizzati a Noriko, come il disegno di una lapide con il suo nome sopra.

### Durante il Programma
Nel libro, quando le regole sono state spiegate agli studenti, Noriko viene colpita alla gamba da Tokihiko Tahara (uno dei soldati) perché è corsa ad aiutare Yoshitoki Kuninobu, che, nel libro, è stato ferito anche lui. 
Nel manga, Yonemi Kamon ferisce Noriko alla gamba perché ha cercato di aiutare Yoshitoki dopo che lui lo ha ferito.
Nel film, un soldato la ferisce al braccio per fermare gli studenti che cercano di scappare dall'aula dopo la morte di Fumiyo Fujiyoshi, uccisa perché bisbigliava. I soldati sparano per aria e sul pavimento per spaventare e fermare i ragazzi “in rivolta”, e uno di loro ferisce accidentalmente Noriko al braccio.
Shuya Nanahara fa voto di proteggere Noriko durante il gioco, perché sa che Yoshitoki, il suo migliore amico ucciso mentre venivano spiegate le regole del gioco, aveva una cotta per lei (ma durante la storia Shuya stesso si innamora di lei). Appena Noriko lascia la scuola, incontra Shuya. Noriko è testimone del fatto che Tatsumichi Oki attacca Shuya e che dopo i due rotolano lungo un pendio. Li raggiunge e trova Shogo Kawada che ha salvato Shuya da Kyoichi Motobuchi, dopo di che Kawada si unisce a loro. La ferita di Noriko le fa venire la febbre, così Shuya e Shogo la portano in una clinica dell'isola per curarla e farla riposare. Quando Shuya viene ferito nella sua battaglia contro Kazuo Kiriyama, e viene portato al faro, Noriko resta nascosta con Shogo. Più tardi nel libro, durante lo scontro finale con Kazuo Kiriyama lei è la penultima persona che ferisce Kiriyama. Non si sa se è stato il proiettile di Noriko o quello di Shogo quello che ha definitivamente ucciso Kiriyama (ma Shogo insiste che è stato il suo).
E alla fine del Gioco, quando Noriko, Shuya, e Shogo sono gli unici sopravvissuti, aiuta Shuya e Shogo con il piano di fuga. Noriko e Shuya riescono a tornare a casa, e il libro finisce con loro che sono terroristi ricercati che progettano di andare negli Stati Uniti.

### Dopo il Programma
Nel libro Shogo Kawada dà a Shuya e Noriko l'indirizzo di un dottore di Kobe che li aiuterà con le ferite. Kawada muore dopo aver dato loro l'indirizzo.
Il dottore una volta conosceva il padre di Shogo ed è felice di aiutarli. Poi rivela ai ragazzi come scappare dal Giappone. Più tardi i due sono alla stazione dei treni di Umeda nella città di Osaka ma un poliziotto li riconosce e li insegue. Shuya e Noriko corrono via e il libro finisce.
Nel manga, a Noriko e Shuya viene sempre dato, da Kawada, il nome di una persona che li può aiutare e i due stanno nascosti da questa persona per tre mesi. Appena prima che lascino il Giappone, Noriko telefona a sua madre su una linea inintercettabile e il lettore può leggere solo quello che Noriko sta dicendo a sua madre, ma si capisce che il fratellino di Noriko è stato preso dalla polizia per fare in modo che la famiglia aiuti a cercare la ragazza ed è anche chiaro che sua madre l'ha rifiutata. Questo significa che Noriko non ha niente da lasciare in Giappone. Poi la zia di Shinji Mimura li aiuta ad attraversare clandestinamente il Pacifico a bordo di una nave da carico e i due arrivano negli Stati Uniti, dove decidono di vivere a New York.
Nel sequel Battle Royale II: Requiem, Noriko non è chiamata per nome per gran parte del film. Invece, diversi personaggi si riferiscono a lei come  “quella ragazza” o “questa ragazza” finché non viene chiamata per nome da Shiori Kitano (nel film, la figlia del professor Kitano). Shuya rivela di essere scappato con Noriko in un paese dilaniato dalla guerra per evitare le autorità giapponesi. Quando Shuya decide di ritornare in Giappone e combattere, Noriko non lo segue. Appare alla fine del film per salutare Shuya e dirgli “Bentornato a casa”. Presumibilmente, la ragazza vive in una relativa pace lì.